# Mykineshólmur

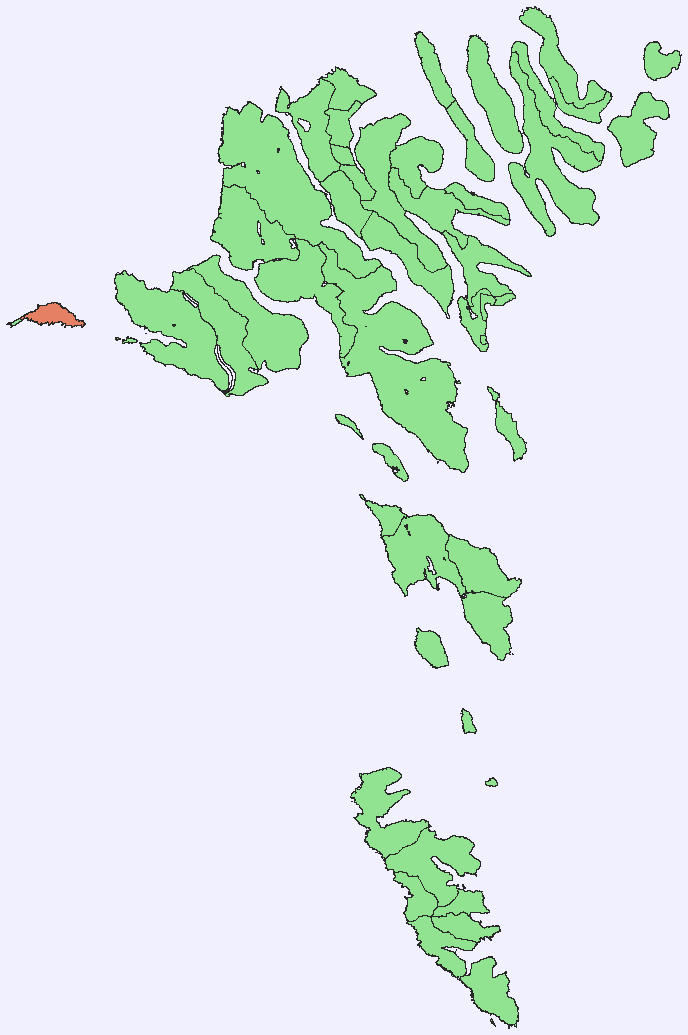
Lägekarta

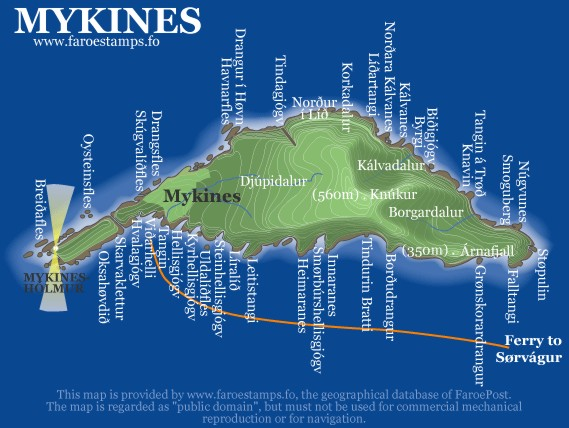
Områdeskarta, Mykineshólmur till vänster

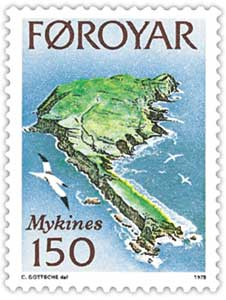
Mykineshólmur längst ned på frimärket

Mykineshólmur är ett skär i västra Färöarna. Ön är den västligaste punkten i Färöarna och en av Färöarnas ytterpunkter .

## Geografi
Den obebodda klippön har en area på cirka 45 hektar och ligger bara cirka 50 meter väster om ön Mykines. Ön förbinds av en 35 meter hög hängbro med huvudön.
Mykineshólmur ligger i Sørvágs kommuna cirka 1 km sydväst om orten Mykinesby.
Förvaltningsmässigt är Mykineshólmur en del av regionen Vága sýsla.
På öns västra och högsta del finns den cirka 14 meter höga fyren Mykineshólmur fyr  som totalt når en höjd av 113 m ö.h.

## Historia
Området har alltid varit en viktig boplats för sjöfåglar som lunnefågel, sillgrissla och andra sjöfåglar och är idag ett populärt mål för fågelskådare. Här finns också Färöarnas enda boplats för havssula .
Fyren byggdes 1909 och automatiserade 1970 då de sista bofasta personerna flyttade från klippön.